# Wojciech Pielecki
Wojciech Marcin Pielecki (ur. 11 listopada 1948 w Warszawie) – polski dziennikarz, reportażysta, redaktor miesięczników, tygodników i gazet codziennych.

## Życiorys
W 1971 ukończył studia w Instytucie Socjologii Uniwersytetu Warszawskiego. W latach 1969–1974 był zatrudniony w tygodniku „Zarzewie”, następnie był kierownikiem działu w „Świecie Młodych” (1974–1976) oraz sekretarzem redakcji w ”Razem” (1976–1978). W latach 1978–1982 był redaktorem naczelnym „Na przełaj”, następnie zastępcą redaktora naczelnego „Motywów” (1982–1983) oraz redaktorem naczelnym Naczelnej Redakcji Krajowej, a potem Prasowej PAI (1983–1991). Od 1985 pełnił jednocześnie funkcję redaktora naczelnego „Reportera”. Następnie szef Oficyny Wydawniczej „Reporter” (1991–1994), „Super Skandali” (1993-94), „Halo” (dzisiaj „Gala”; 1994–1996)), „Trybuny” (2001–2002), przewodniczący Rady Nadzorczej Polskiej Agencji Informacyjnej (2001- 2003), wiceprzewodniczący Rady Nadzorczej Polskiej Agencji Informacji i Inwestycji Zagranicznych (2003–2005), w latach 2008–2012 przewodniczący Rady Nadzorczej Extra Media sp. z o.o. (powstała w 2004), która wydaje bezpłatne gazety regionalne informacyjno-reklamowe, jej główny udziałowiec, a także redaktor naczelny portalu Extra Polska (od listopada 2009). W 2010 r. został prezesem Pro Media sp. z o.o. wydającej gazety lokalne. W 2014 r. jego reportaż „Na próbę” ukazał się w antologii 100 najlepszych reportaży polskich XX wieku „100/XX” pod redakcją Mariusza Szczygła.
Jest laureatem nagród im. Juliana Bruna (dla najlepszego dziennikarza roku do 30 r.ż.), Ksawerego Pruszyńskiego, Melchiora Wańkowicza, konkursów na reportaż, których plon został wydany w ponad 10. książkach z nagrodzonymi reportażami. W 2024 został nominowany do nagrody im. Bolesława Prusa w kategorii Złoty Prus za całokształt działalności publicystycznej.
Był członkiem Stowarzyszenia Dziennikarzy Polskich, Stowarzyszenia Dziennikarzy PRL i Stowarzyszenia Dziennikarzy RP, działaczem ZHP i PZPR. 
Odznaczony Srebrnym Krzyżem Zasługi, srebrnym Janka Krasickiego oraz odznaką „Zasłużony Bieszczadom”.

## Wybrane publikacje
- Faceci na karuzeli, Warszawa/Kraków 2022, Rideró/Mediator, ISBN 978-83-8273-014-2,
- Czyściec mężczyzn, „Reporter” Warszawa 1990, ISBN 83-05072-89-6
- Wojciech Pielecki, Piotr Gabryel, Demony „Białego Domu”, „Reporter”, Warszawa 1990, ISBN 83-85189-06-8
- Pogoda dla biedaków, Krajowa Agencja Wydawnicza, Lublin 1985, ISBN 83-03-01174-X
- Słoneczniki Leny Kotus, Młodzieżowa Agencja Wydawnicza, Warszawa 1981
- Polski łącznik, Krajowa Agencja Wydawnicza, Lublin 1986, ISBN 83-03-01322-X
- Sąsiedzi Pana Boga, Krajowa Agencja Wydawnicza, Lublin  1989, ISBN 83-03-02586-4
- Każdy ma swój labirynt (debiut książkowy), Młodzieżowa Agencja Wydawnicza 1978